# The Dickies
The Dickies – amerykański zespół punkrockowy utworzony w 1977 roku w San Fernando Valley, w Kalifornii.

## Twórczość

### Albumy
- The Incredible Shrinking Dickies (1979)
- Dawn Of The Dickies (1979)
- Stukas Over Disneyland (1983)
- We Aren't the World (1986)
- Killer Klowns From Outer Space (1988) - (EP)
- Great Dictations (1989) (album kompilacyjny)
- Second Coming (1989)
- Unsafe sex, vol. 1 (1989) - (Bootleg)
- Unsafe sex, vol. 2 (1989) - (Bootleg)
- Locked 'N' Loaded Live In London (1991) - (album na żywo)
- Idjit Savant (1995)
- Dogs from the Hare that Bit Us (1998)
- Still Got Live Even If You Don't Want It (1999)
- All This and Puppet Stew (2001)
- Punk Singles Collection (2002)
- Live In London (2002) - (album na żywo)
- Dickies Go Bananas! (2008) - (album na żywo z 16 lipca 2002 roku)

### Single
- "Paranoid" (1978) - UK No. 45
- "Eve of Destruction" (1978)
- "Give It Back" (1978)
- "Silent Night" (1978) - UK No. 47
- "Banana Splits (Tra La La Song)" (1979) - UK No. 7
- "Nights in White Satin" (1979) - UK No. 39

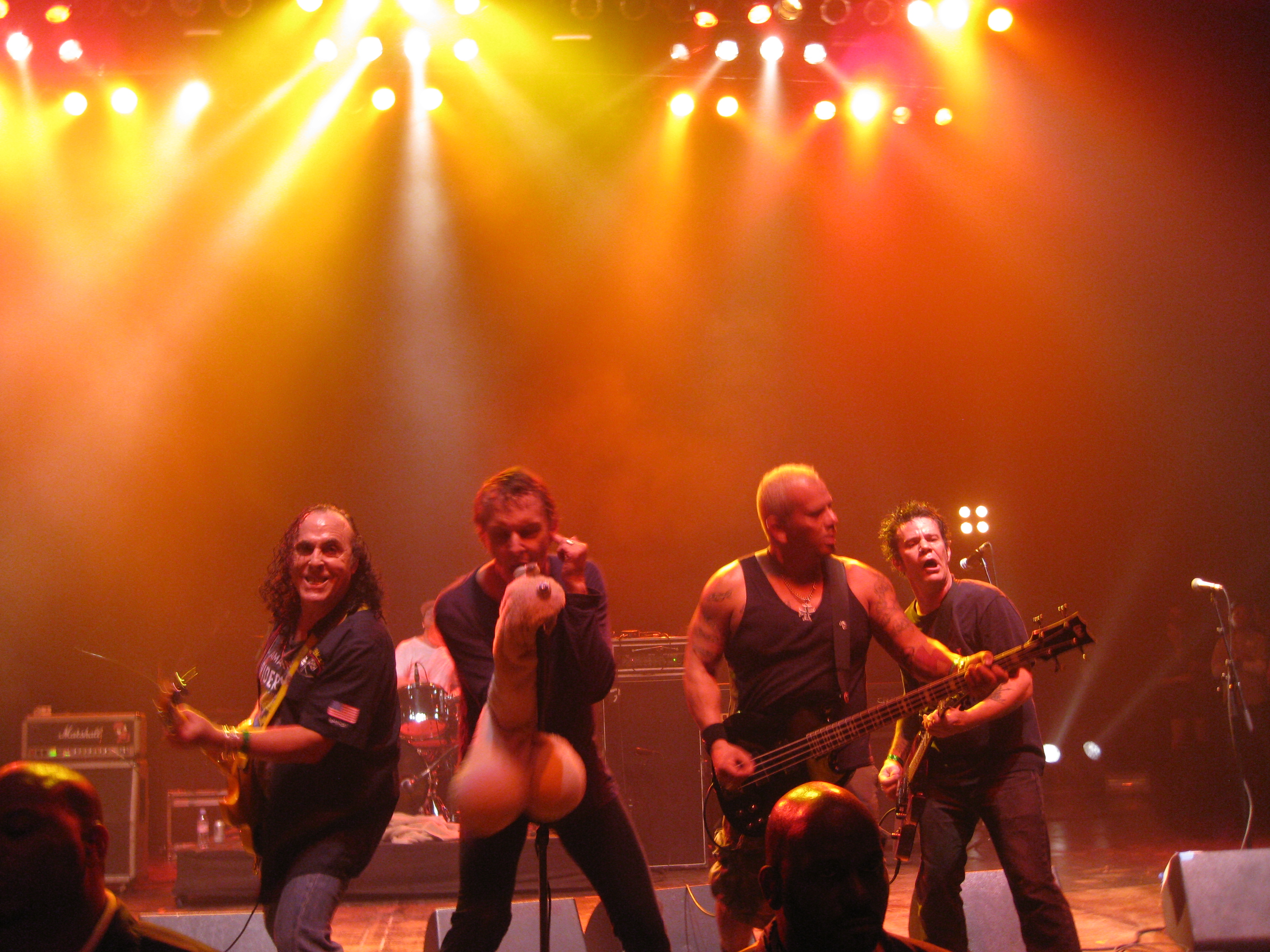
The Dickies podczas koncertu w 2011 roku.

- "Manny, Moe And Jack" (1979)
- "Fan Mail" (1980) - UK No. 57
- "Gigantor" (1980) - UK No. 72
- "Killer Klowns" (1986)
- "Dummy Up" (1989)
- "Just Say Yes" (1990)
- "Roadkill" (1990)
- "Make It So" (1994)The Dickies podczas koncertu w 2011 roku.
- "Pretty Ballerina" (1995)
- "My Pop the Cop" (1998)
- "Free Willy" (2001)